# Artazu
Artazu település Spanyolországban, Navarra autonóm közösségben. Artazu Mañeru, Guirguillano és Puente La Reina községekkel határos. Lakosainak száma 124 fő (2024).

## Népesség
A település népessége az elmúlt években az alábbi módon változott:
| Lakosok száma | 77   | 103  | 106  | 121  | 121  | 118  | 105  | 116  | 117  | 124  |
|               | 2001 | 2004 | 2006 | 2009 | 2011 | 2014 | 2016 | 2019 | 2021 | 2024 |